# Слано језеро Ларнака
Слано језеро Ларнака (грч. Αλυκή Λάρνακας , тур. Larnaka Tuz Gölü ) је сложена мрежа од четири слана језера (од којих су 3 међусобно повезана) различитих величина, западно од града Ларнака. Највеће је језеро Алики, затим језеро Орфани, језеро Сорос и језеро Спиро. Они формирају друго највеће слано језеро на Кипру, након сланог језера у Лимасолу. Укупна површина језера износи и до 2,2 км² а смештено је тик уз пут који води до Међународног аеродрома Ларнака, и једно је је од најкарактеристичнијих знаменитости овог подручја. Сматра се једним од најважнијих мочварних подручја Кипра и проглашено је Рамсарским подручјем, заштићеним природним подручјем у мрежи Натура 2000, Посебним заштићеним подручјем према Барселонској конвенцији о заштити мора и приобалних подручја Медитерана и важним подручјем за птице (Important Bird Area-IBA). Језеро је окружено халофитним грмљем, а на његовој обали се налази џамија Hala Sultan Tekke - једно од најсветијих места османског ислама. У њему се налази гроб Ум Харам, Мухамедове следбенице.
Поред своје живописне лепоте, језеро је насељено и са 85 врста водених птица са процењеном популацијом између 20 000 и 38 000. То је једно од важних миграцијских пролаза кроз Кипар. Међу њима је 2,000-12,000 фламингоса (Phoenicopterus roseus) који се зими тамо хране популацијама сланих шкампа Artemia salina. Остале важне врсте птица су ждрал, речни галеб, Himantopus himantorpus, Birhinus oedicnemus, Hoplopterus spinosus, Oenanthe Cypriaca и Sylvia melanothorax. Јата посматрача птица окупљају се како би посматрали пламен ружичасте боје фламингоса док се окупљају у центру језера, али и остале птице селице. Комплекс сланог језера у Ларнаки проглашен је заштићеним подручјем одлуком Савета министара 1997. године. Недавни докази говоре да супротно претходном уверењу, већи фламинго (Phoenicopterus roseus) не само да се зауставља на овом мочварном подручју, већ и размножава.
Током зимских месеци језеро се пуни водом, док током лета вода испарава, остављајући кору соли и измаглицу сиве прашине. Према легенди, сланост језера произилази из молбе светог Лазара једној старици за храну и пиће. Одбила је, тврдећи да су јој винове лозе пресушле, на шта је Лазар одговорио: „нека ваша лоза буде сува и нека буде слано језеро заувек“. Научно објашњење је да слана вода продире кроз порозну стену између језера и мора, чинећи воду врло сланом.
Со сакупљена из овог језера била је један од главних извозних артикала са острва, сакупљана је и на магарцима ношена на ивицу језера где је гомилана у огромне пирамиде. С растућим трошковима рада жетва је опала на занемарљиву количину и потпуно заустављена 1986. године, а острво сада увози већину ове робе.

## Галерија
- Фламингоси на језеру
- Фотографија из ваздуха сланог језера у Ларнаки (зими) са џамијом Hala Sultan Tekke
- Слано језеро Ларнака
- Слано језеро Ларнака